# BMW G 450 X
La BMW G 450 X è una motocicletta stradale enduro prodotta dalla casa motociclistica tedesca BMW Motorrad a partire dal 2008 al 2011. 

## Descrizione
Il propulsore è un monocilindrico da 449,5 cm³ a 4 tempi con distruzione a quattro valvole con due alberi a camme in testa, sistema di lubrificazione a carter secco e raffreddamento ad acqua; eroga una potenza di 41 CV. Il propulsore è stato progettato dalla BMW Motorrad in Germania e veniva prodotto dalla Kymco a Taiwan. L'alimentazione avviene attraverso un sistema ad iniezione elettronica indiretta nel collettore di aspirazione. Inoltre è presente un catalizzatore a tre vie per i gas di scarico.
La frizione multidisco ad azionamento meccanico si trova direttamente sull'albero motore ed è del tipo a bagno d'olio.
Esso viene gestito da un cambio a cinque rapporti ad innesti frontali, integrato nell'alloggiamento del motore.
La G450X è stata presentata il 6 novembre 2007 al EICMA di Milano.